# ایشیل آلبن
ایشیل آلبن (انگلیسی: Işıl Alben؛ زادهٔ ۲۲ فوریهٔ ۱۹۸۶) بازیکن بسکتبال اهل ترکیه است که به عنوان گارد رأس (پوینت گارد) بازی می‌کرد. او بخش زیادی از دوران حرفه‌ای خود را در تیم گالاتاسرای گذراند و با این تیم به قهرمانی‌های مهمی از جمله یورولیگ زنان ۲۰۱۴ دست یافت. آلبن همچنین یکی از ستاره‌های تیم ملی بسکتبال زنان ترکیه بود و در رقابت‌های یوروبسکت و المپیک ۲۰۱۶ نقش کلیدی ایفا کرد. او به دلیل مهارت در بازی‌سازی، دفاع محکم و رهبری در زمین شناخته می‌شود و یکی از تأثیرگذارترین بسکتبالیست‌های تاریخ ترکیه محسوب می‌شود.
وی در مسابقات کشوری و بین‌المللی در مجموع برندهٔ ۱ مدال نقره، ۱ مدال برنز شده است.